# Kaprun

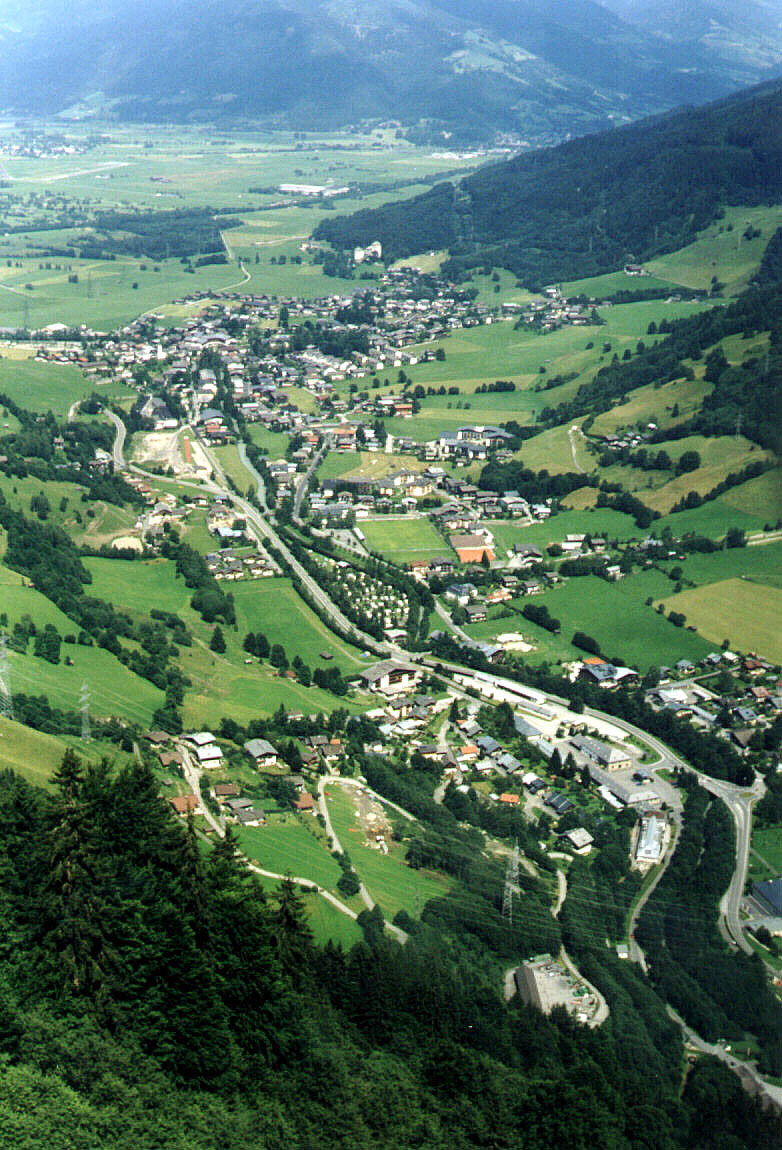
Widok na Kaprun

Kaprun – gmina w Austrii, w kraju związkowym Salzburg, w powiecie Zell am See, u stóp masywu Glocknergruppe.
Znany kurort zimowy u stóp lodowca Kitzsteinhorn. Ponad 13,5 tys. łóżek hotelowych, co przekłada się na ponad 2 miliony dni noclegowych.

## Pożar kolejki górskiej
11 listopada 2000 roku - w dzień otwarcia sezonu narciarskiego - w tunelu kolejki linowo-szynowej Gletscherbahn Kaprun 2 – zabierającej narciarzy na szczyt lodowca - wybuchł tragiczny w skutkach pożar. O godzinie 9:02 w wagonie kolejki, którą podróżowało 162 ludzi, doszło do pożaru elektrycznej nagrzewnicy. Ogień stopił przewody hydrauliczne zawierające łatwopalny płyn hydrauliczny. Na skutek tego pożar gwałtownie się rozprzestrzenił, a spadek ciśnienia w instalacji hydraulicznej zatrzymał awaryjnie kolejkę około 600 m w głębi tunelu i uniemożliwił otworzenie drzwi. Dwanaścioro pasażerów w tylnej (dolnej) części wagonu zdołało wybić kijkami narciarskimi szybę ze szkła akrylowego i bezpiecznie uciec w dół tunelu. Po dłuższej chwili konduktor z pomocą pozostałych, przytomnych jeszcze pasażerów zdołali otworzyć drzwi i rozpocząć ucieczkę w górę tunelu. Jednakże obficie wydzielające się z pożaru trujące opary, wysoka temperatura i efekt kominowy spowodowały śmiertelne zatrucie, a następnie spalenie wszystkich uciekających, łącznie 150 osób. Trujące opary dotarły także do drugiej, zjeżdżającej tunelem kolejki, zabijając konduktora i jedynego pasażera, a następnie wydostały się na górnej stacji – do centrum handlowego, zabijając dodatkowo trzy osoby. Łącznie życie utraciło 155 osób. Wśród ofiar znalazły się m.in. sławy narciarskie jak np. Sandra Schmitt. Największą liczbę ofiar stanowili Austriacy –92.